# Monte Femminamorta
Monte Femminamorta este o arie protejată (arie specială de conservare — SAC, sit de importanță comunitară — SCI) din Italia întinsă pe o suprafață de 722 ha, integral pe uscat.

## Localizare
Centrul sitului Monte Femminamorta este situat la coordonatele 39°06′34″N 16°40′17″E / 39.109444°N 16.671389°E.

## Înființare
Situl Monte Femminamorta a fost declarat sit de importanță comunitară în septembrie 1995 pentru a proteja 3 specii de animale. Situl a fost protejat și ca arie specială de conservare în aprilie 2016.

## Biodiversitate
Situată în ecoregiunea mediteraneană, aria protejată conține 5 habitate naturale: Păduri de fag din Apenini cu Abies alba și păduri de fag cu Abies nebrodensis, Cursuri de apă de la nivel de câmpie la nivel montan, cu vegetație Ranunculion fluitantis și Callitricho-Batrachion, Păduri de Abies alba din Apeninii sudici, Liziere de ierburi înalte hidrofile de câmpie și de nivel montan până la alpin, Păduri de pin (sub-) mediteraneene cu pini negri endemici.
La baza desemnării sitului se află mai multe specii protejate:
- mamifere (2): lupul (Canis lupus), liliac cu aripi lungi (Miniopterus schreibersii)
- nevertebrate (1): Cucujus cinnaberinus

Pe lângă speciile protejate, pe teritoriul sitului au mai fost identificate 6 specii de plante, 2 specii de amfibieni, 5 specii de mamifere, 3 specii de nevertebrate, 1 specie de reptile.